# Antitankkanon 47 mm model 1931
Het antitankkanon 47 mm model 1931 Fonderie Royale de Canons (FRC), afgekort als C.47 F.R.C. Mod.31, was een pantserafweerkanon, in 1931 ontwikkeld voor het Belgische leger. Het werd ingezet tijdens de Achttiendaagse Veldtocht in 1940. Van de bedieners ervan kreeg het de bijnaam Quat'sept'. Het kanon werd gefabriceerd in de Fabrique Nationale de Herstal (FN).

## Versies
De infanterie- en cavalerieversies kenden weinig variaties: de cavalerieversie had luchtbanden voor een grotere mobiliteit, terwijl de infanterieversie massief rubberen banden had voor een grotere sterkte en betere duurzaamheid. Het was ook mogelijk het kanon te integreren in vaste verdedigingsstellingen zoals bunkers en vooral in de versterkingen langs de Zuid-Willemsvaart (onder meer in Bocholt) en het Albertkanaal. Het maakte ook deel uit van de T13-tanks.

## Uitvoeringen
Ondanks de korte ontwikkelingstijd voldeed de '47', vooral in vergelijking met het Duitse en Franse geschut, respectievelijk de 3,7 cm PaK 36 en het Hotchkiss 25 mm antitankkanon. Op middellange afstand presteerde het beter dan de QF 2-ponder van de Britse Ordnance: het kon een 47 mm stalen pantser doorboren op 300 m. Dit was grotendeels te danken aan het hoge kaliber met een munitiegewicht van 1,52 kg. Deze prestatie had een prijs; het totale gewicht bedroeg 515 kg, exclusief uitrusting of munitie. Het was dus veel zwaarder dan het Duitse PaK 36 met een gewicht van 327 kg. Het compacte ontwerp van de '47' was gemakkelijk te verbergen, maar het herpositioneren van het wapen bleef een moeilijke taak.

## Operationele geschiedenis

### België
Op het moment van de Duitse invasie in 1940 waren ongeveer 750 kanonnen in dienst van het Belgische leger. Alle actieve en eerste reserve-eenheden, cavalerie-eenheden en grenswielrijders waren ermee uitgerust, terwijl tweede reserve-eenheden oude antitankkanonnen hadden. Elk infanterieregiment was verdeeld in drie geweerbataljons en een bataljon zware wapens. Dit laatste bestond uit drie compagnieën, waarvan één was uitgerust met dit 47 mm antitankkanon. De '47' kon de 30 mm bepantsering van de Panzer III en IV op een afstand van 300 m doorboren. Er zijn meldingen over Panzers die tijdens de veldslag door artillerievuur werden vernietigd; maar over het algemeen werd de kern van het Belgische leger in het noorden van het land ingezet, op het overwegend vlakke terrein van Vlaanderen en niet op het heuvelachtige gebied van de Ardennen in het zuiden dat, hoewel men het als ondoordringbaar beschouwde, door ongeveer 2.500 Duitse tanks werd gebruikt als de belangrijkste invasieroute.

### Hongarije
Na de Achttiendaagse Veldtocht borgen de Duitsers enkele honderden kanonnen die ze in 1940 aan Hongarije schonken ter compensatie voor het gebrek aan antitankkanonnen tijdens de Operatie Barbarossa. Het gebruik ervan was beperkt door een gebrek aan reserveonderdelen, terwijl de vooruitgang van de Sovjet-Unie op het gebied van bepantsering de doeltreffendheid van deze kanonnen had verouderd. Daarom degradeerde men de meeste ervan tot trainingsmissies.